# 시장경제신문
시장경제신문은 2011년 9월 출범한 대한민국의 언론사이다. 소상공인과 전통시장 상인, 골목형 자영업자에게 특화된 정보를 다룬다. 본사는 서울특별시 중구 소월로 10번지에 있다. 2011년에 인터넷뉴스 서비스를 시작했다. 2016년에 (주)에이앤드에프코리아가 시장경제 신문을 인수해 홈페이지를 개편했다. 2016년 12월부터 월간 '시장경제신문'(대판/24면)을 발행하고 있다. 2017년에는 공식 페이스북(메콘뉴스)과 공식 블로그 등을 오픈했다. 2017년 1월에 Google 뉴스 검색 제휴계약 및 서비스를 하고 있다. 2월에는 포털사이트 줌(Zum)과 뉴스검색 제휴를 맺었다. 2017년 7월에는 뉴스제휴평가위원회의 심사를 통과하여 네이버 및 카카오(다음)과 검색 제휴를 맺었다.

## 연혁
- 2011.09 - 시장경제신문 창간(등록번호: 서울, 다10279), 주간 무가지(타블로이드/24면)

- 인터넷뉴스서비스 시작(등록번호: 서울, 자00365), 한국ABC 가입(발행부수: 30,000부)
- 2011.10 - 서민금융 '미소금융' 홍보를 위한 전략적 제휴

- 2013.09 - 창간 2주년 기념 특집호 발간

- 2016.06 - ㈜에이앤드에프코리아, 시장경제신문 인수

- 인터넷신문 등록(서울, 다10279), meconomynews.com 홈페이지 개편
- 2016.12 - 주간 ‘시장경제신문’ 재발행(대판/24면)

- 2017.01 - 공식 페이스북(메콘뉴스) 오픈(1.1), 공식 블로그(메콘뉴스) 오픈(1.19)

- Google 뉴스검색 제휴계약 및 서비스(1.20), 기획탐사 코너 [시경25시] 연재
- 2017.02 - Google Play 뉴스스탠드 등록(2.25)

- 2017.03 - 줌(Zum)인터넷 뉴스검색 제휴계약 체결(3.2)
- 2017.07 - 뉴스제휴평가위원회 검색제휴 심사 통과 (네이버 및 카카오)

- 시장경제신문 공식 포스트(메콘뉴스) 오픈(3.28), 지면 102호 발행(3.31)
- 특화 코너 [애드체크] [원가체크] [정보공개서 논평] [데이터N] 연재